# Åge Hareide
Åge Fridtjof Hareide (* 23. září 1953, Hareid, Norsko) je bývalý norský fotbalový obránce a později fotbalový trenér. Nastupoval i v norské fotbalové reprezentaci. Mimo Norska hrál na klubové úrovni v Anglii.
Stal se prvním fotbalovým trenérem, který získal ligový titul ve třech skandinávských zemích: Švédsku (s Helsingborgs IF v roce 1999 a Malmö FF v roce 2014), Dánsku (s Brøndby IF v sezoně 2001/02) a Norsku (s Rosenborg BK v roce 2003).

## Klubová kariéra
Na klubové úrovni hrál mimo Norska v Anglii.

## Reprezentační kariéra
V A-týmu Norska debutoval 24. 6. 1976 v utkání v Bergenu proti týmu Dánska (remíza 0:0). Celkem odehrál v letech 1976–1986 za norský národní tým 50 zápasů a vstřelil 5 gólů.

## Trenérská kariéra
Během své trenérské dráhy vedl norské, dánské a švédské kluby (k dubnu 2023).
Švédský tým Malmö FF dovedl do základní skupiny Ligy mistrů UEFA 2014/15.
V letech 2003–2008 vedl norské reprezentační A-mužstvo.